# مهرداد بران
مهرداد بران نوازنده، رهبر ارکستر و آهنگساز ایرانی است. در کارنامه هنری او آهنگ‌های بسیاری وجود دارد که شاخص‌ترین آن‌ها ترانه‌های «رود» و «سر اومد زمستون» هستند که بر روی شعرهایی از سعید سلطان‌پور در دوران انقلاب ساخته شده‌اند. وی ساکن فرانسه است.

## زندگی و تحصیلات
مهرداد بران با نام اصلی مهرداد رنجبران در تهران به دنیا آمد. در کودکی، خانواده‌اش در همسایگی حسن شهباز زندگی می‌کردند و این آشنایی موقعیتی برای او فراهم کرد که در نه سالگی با مصطفی کمال پورتراب آشنا گردد. پورتراب با آموزش و تشویقهایش باعث می‌گردد تا مهرداد به سوی هنرستان عالی موسیقی هدایت شود.
مهرداد بران پس از دریافت دیپلم ویلنسل از هنرستان عالی موسیقی در تهران جهت ادامه تحصیل راهی آمریکا شد.
در آمریکا وی از دانشگاه میزوری لیسانس نوازندگی ویلنسل گرفت. سپس برای مقطع فوق لیسانس در رشته ویلنسل و رهبری آواز گروهی به دانشگاه کاتولیک در واشینگتن، دی.سی. رفت.
او پس از دریافت مدرک فوق لیسانس به مطالعاتش در زمینه موسیقی ادامه داد، به گونه‌ای که چند سال بعد از دانشگاه ایندیانا در آمریکا در مقطع دکترا فارغ‌التحصیل گردید.

## فعالیت هنری
مهرداد بران در دوران دبیرستان و قبل از عزیمت به آمریکا با آنکه بسیار جوان بود، به‌عنوان نوازنده ویلنسل به عضویت ارکستر سمفونیک تهران درآمد. او در سال‌های دانشجوئی در مقاطع لیسانس و فوق لیسانس عضو کنفدراسیون محصلین و دانشجویان ایرانی بود.
بران در سال ۱۹۸۵ برای رهبری ارکستر پاریزین در پاریس راهی فرانسه گردید و از آن زمان به بعد ساکن این کشور است.
او سال‌ها به عنوان نوازنده ویلنسل با ارکستر پاریس، ارکستر لیل دو فرانس و … همکاری داشته و حدود بیست و هشت سال نیز به تدریس در کنسرواتوارهای سِوران و لَنی در حومه پاریس پرداخته است.

## آثار
- آلبوم شراره‌های آفتاب که دربرگیرندهٔ هفت آهنگ برای تکخوان، آواز گروهی، ویلنسل و پیانو است، این آلبوم در آذرماه ۱۳۵۷ در واشینگتن با همکاری گروه کر انجمن دانشجویان هوادار چریکهای فدائی خلق در طول ۷ روز ساخته شده است. مهرداد بران آهنگ آفتابکاران جنگل (سر اومد زمستون) را با الهام از یک ترانه محلی ارمنی با شعری از سعید سلطان‌پور با همراهی برادرش بهزاد تنظیم کرد.[۳]
- آهنگ کوچه با شعری از فریدون مشیری برای تکخوان، آواز گروهی و ارکستر. برآن این قطعه را به دو بخش تقسیم و تنظیم کرده است: راوی و عاشق؛ که بخش راوی توسط گروه کر و بخش عاشق با تک‌خوانی دریا دادور و ارکستر سمفونیک در سال ۲۰۱۶ اجراء شد. این آهنگ ۱۷ دقیقه بوده و در آن سعی شده تا موسیقی بیانگر فضا، تصویر و بازتاب شعر باشد.
- آهنگ عاشقان سروده محمد جلالی چیمه (م. سحر) برای ارکسترسمفونیک
- آهنگ زمستان با شعری از مهدی اخوان ثالث برای تکخوان، آواز گروهی و ارکستر سمفونیک
- بازسازی و تنظیم آهنگ‌هایی که فراموش شده بودند مانند ۱۶ آذر، سرود نوروزی، میرزا کوچک خان، حیدر عمواوغلی یا آهنگ برادری بین کردستان و آذربایجان. این ترانه‌ها در زمان جنبش مشروطه ایران رواج داشتند و برای ماندگار شدن در تاریخ توسط انتشارات «موسیقی مترقی ایران» در آمریکا ضبط و منتشر گردیدند.[۱]